# Bertrand du Guesclin

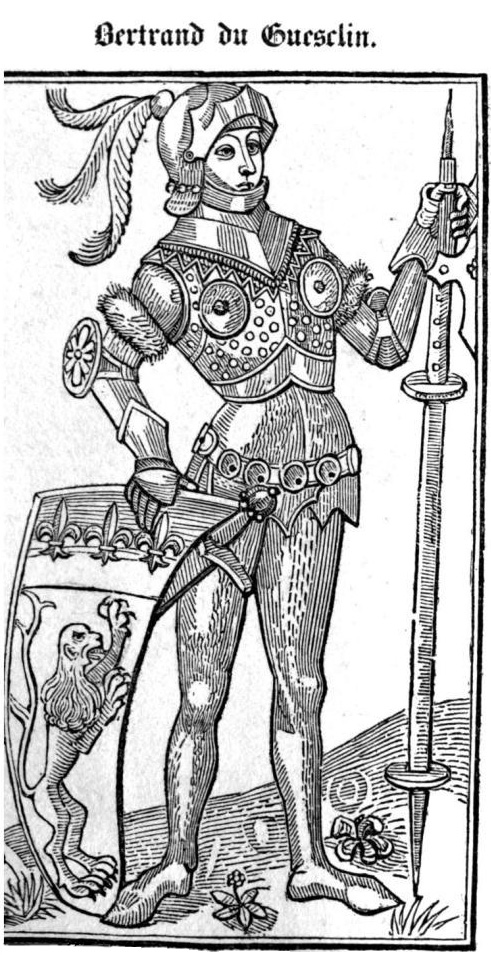
Bertrand du Guesclin

herb du Guesclin

Bertrand du Guesclin (ur. ok. 1320, zm. 13 lipca 1380) – rycerz bretoński i francuski, uważany za jednego z najwybitniejszych rycerzy wojny stuletniej.

## Życiorys
Urodził się na zamku La Mote-Broon (w pobliżu Rennes) w Bretanii. Był synem Roberta du Guesclin i Janiny. Jako 18-latek mimo wyraźnego zakazu ojca wymknął się z domu i przybył na turniej rycerski do Rennes. W pożyczonej zbroi, anonimowo, pokonał kolejno dwunastu znanych rycerzy. Dopiero po turnieju ojciec rozpoznał go i wybaczył.
Od tej pory rozpoczął karierę wojownika. W 1341 roku wstąpił na służbę Karola de Blois. Wiele z jego rycerskich czynów stało się potem sławnych. Wreszcie w 1354 został pasowany na rycerza. Jego sława rosła. Otrzymał wiele nadań i tytułów. W 1364 otrzymał hrabstwo Longueville. W 1370 roku w uznaniu zasług został mianowany konetablem Francji.
Do jego najsławniejszych wyczynów zalicza się całonocną walkę dwudziestoosobowego oddziału przeciw dwóm tysiącom wrogów pod Vannes. Innym razem, kiedy Anglicy oblegli Rennes, na czele 100 ludzi zaatakował angielski obóz i zdobył go. W roku 1364 w bitwie pod Auray dostał się do niewoli. Na okup za niego złożyli się Karol V, Urban V oraz Henryk de Trastamara.
W 1380 roku już jako 60-letni starzec udał się w podróż. Po drodze dowiedział się, że Francuzi nie mogą zdobyć zamku Chateauneuf-Randon. Zboczył z drogi i wezwał Anglików do poddania się. Sława rycerza była już tak wielka, iż pomimo jego śmierci Anglicy poddali się, a ich dowódca złożył klucze do twierdzy na trumnie du Guescelina.